# Saint-Étienne-de-Montluc
Saint-Étienne-de-Montluc (bretonsko Sant-Stefan-Brengoloù) je naselje in občina v francoskem departmaju Loire-Atlantique regije Loire. Leta 2012 je naselje imelo 6.635 prebivalcev.

## Geografija
Kraj leži v pokrajini Bretaniji 20 km severozahodno od Nantesa.

## Uprava
Občina Saint-Étienne-de-Montluc skupaj s sosednjimi občinami Blain, Bouée, Bouvron, Campbon, La Chapelle-Launay, Cordemais, Le Gâvre, Lavau-sur-Loire, Malville, Prinquiau, Quilly, Savenay in Le Temple-de-Bretagne sestavlja kanton Blain; slednji se nahaja v okrožju Nantes.

## Zanimivosti
- cerkev sv. Štefana iz 19. stoletja;

## Pobratena mesta
- Mühlhausen (Baden-Württemberg, Nemčija);